# Американський кокер-спанієль
Американський кокер-спанієль (англ. American cocker spaniel) — найменший представник з усіх порід собак, що входять до 8 групи МКФ.

## Зовнішній вигляд
- Американський кокер-спанієль — це собака середніх розмірів, мускулистий і витривалий.
- Форма голови представників цієї породи можна сказати, ідеальна, вуха посаджені досить низько і, крім того, вони мають досить великі розміри, висячі.
- Максимальний зріст таких псів становить 38 сантиметрів, вага 13 кілограмів.
- Шерсть в американського кокер-спанієля довга, шовковиста і густа.
- Забарвлення шерсті може бути практично будь-яким, частіше за все, однотонний, але зустрічаються й варіанти з запалила, інколи можна виявити поєднання до трьох кольорів і їх відтінків у забарвленні.

## Характер
Американських кокер-спанієлів відрізняє живий розум і кмітливість. Особливо кмітливі вони у добуванні «ласого шматочка». Якщо цуценя в дитинстві правильно не виховати — він на все життя може залишитися у вас «милим жебраком». Іноді жебрак починає вимагати — дряпаючи вас із гавкотом, випрошуючи шматочок. Ця порода практично всеїдна. Необхідно жорстко обмежувати його у розмаїтті їжі — собака з задоволенням з'їсть навіть те що їй не можна. Це дуже рухливі й активні собаки, постійно знаходять всілякі розваги для себе. Їм не притаманний стан спокою, вони від природи цікаві. Завдяки своїй допитливості вони чудово піддаються дресуванню та сприймають навчальний процес як певну веселу гру. Віддані своєму хазяїну, готові на самопожертву. Доброзичливі та ласкаві, добре ладнають з дітьми, навіть з маленькими.

## Догляд
Доглядати за американським кокер-спанієлем досить складно, оскільки він є власником густої та довгої шерсті, яку необхідно постійно утримувати в належному стані, тим більше якщо вихованець є частим учасником виставок. Купати таких собак часто не можна, якщо ж все-таки доводиться це робити, необхідно користуватися спеціальними шампунями, щоб не нашкодити вихованцеві. Розчісувати потрібно регулярно, інакше шерсть втратить свою шовковистість і безнадійно заплутається.